# Liste der Gemeinden in der Provinz Toledo
Die spanische Provinz Toledo hat 204 Gemeinden (Stand 1. Januar 2019).

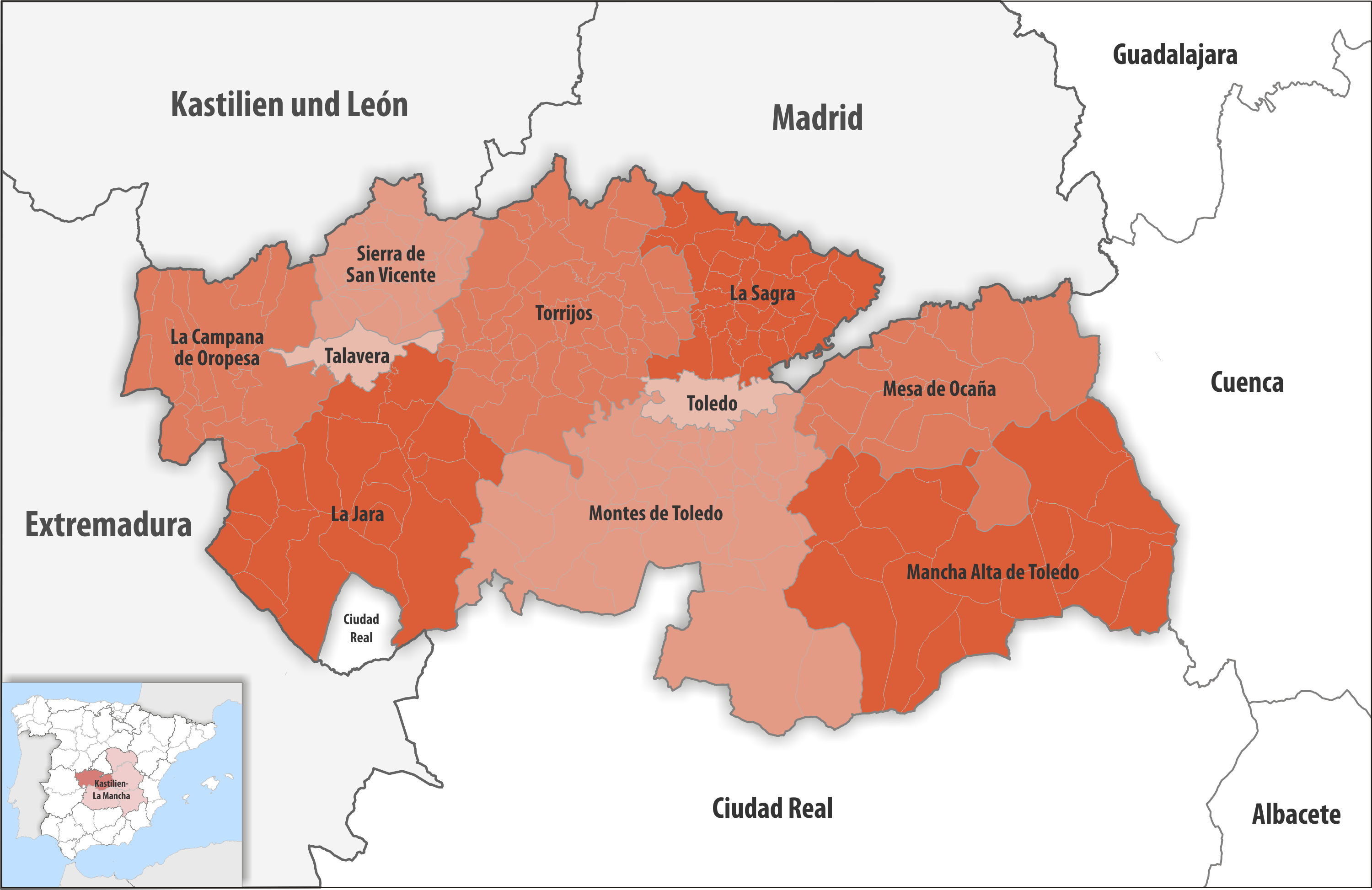
Comarcas in der Provinz Toledo

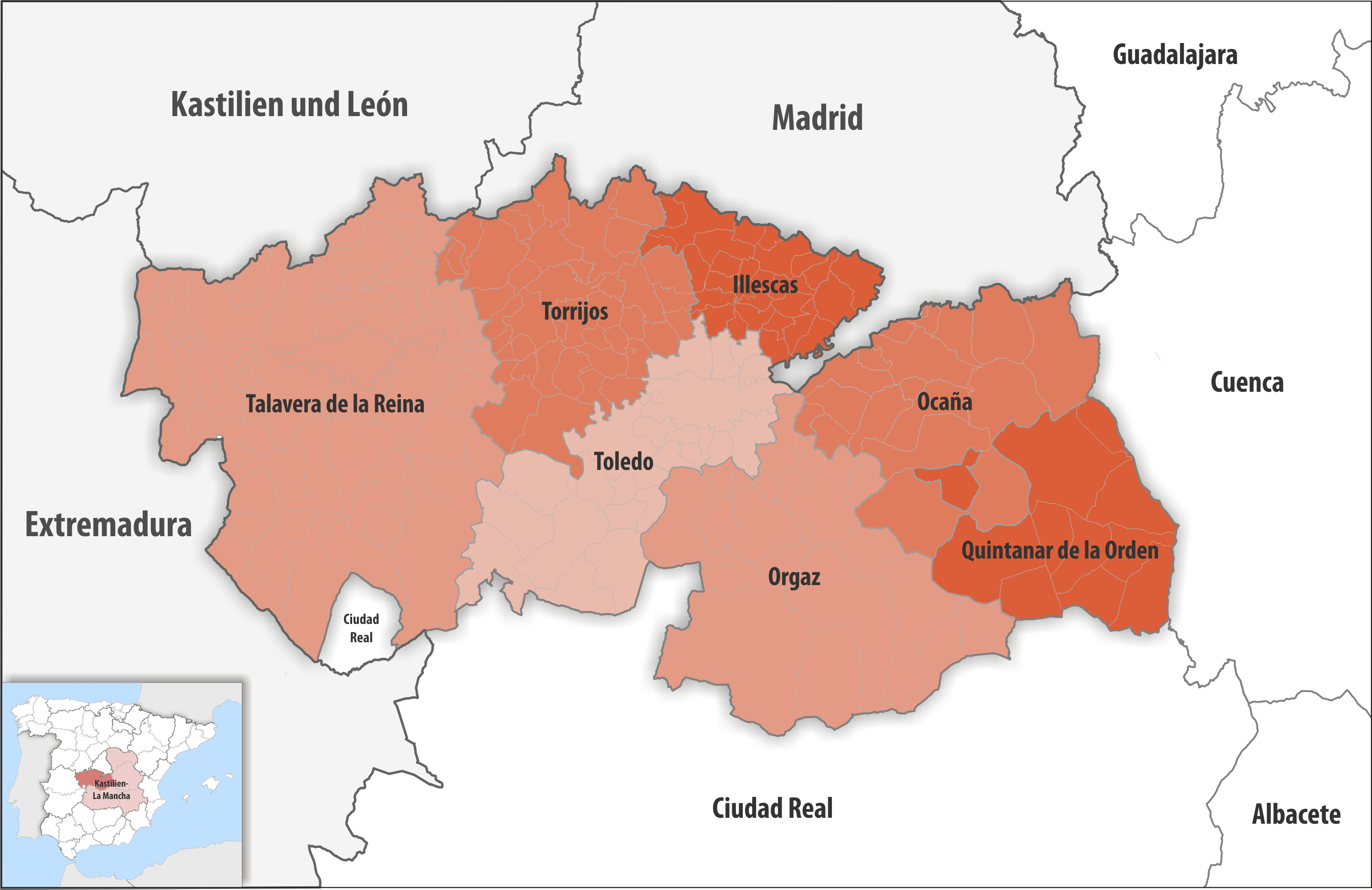
Gerichtsbezirke in der Provinz Toledo

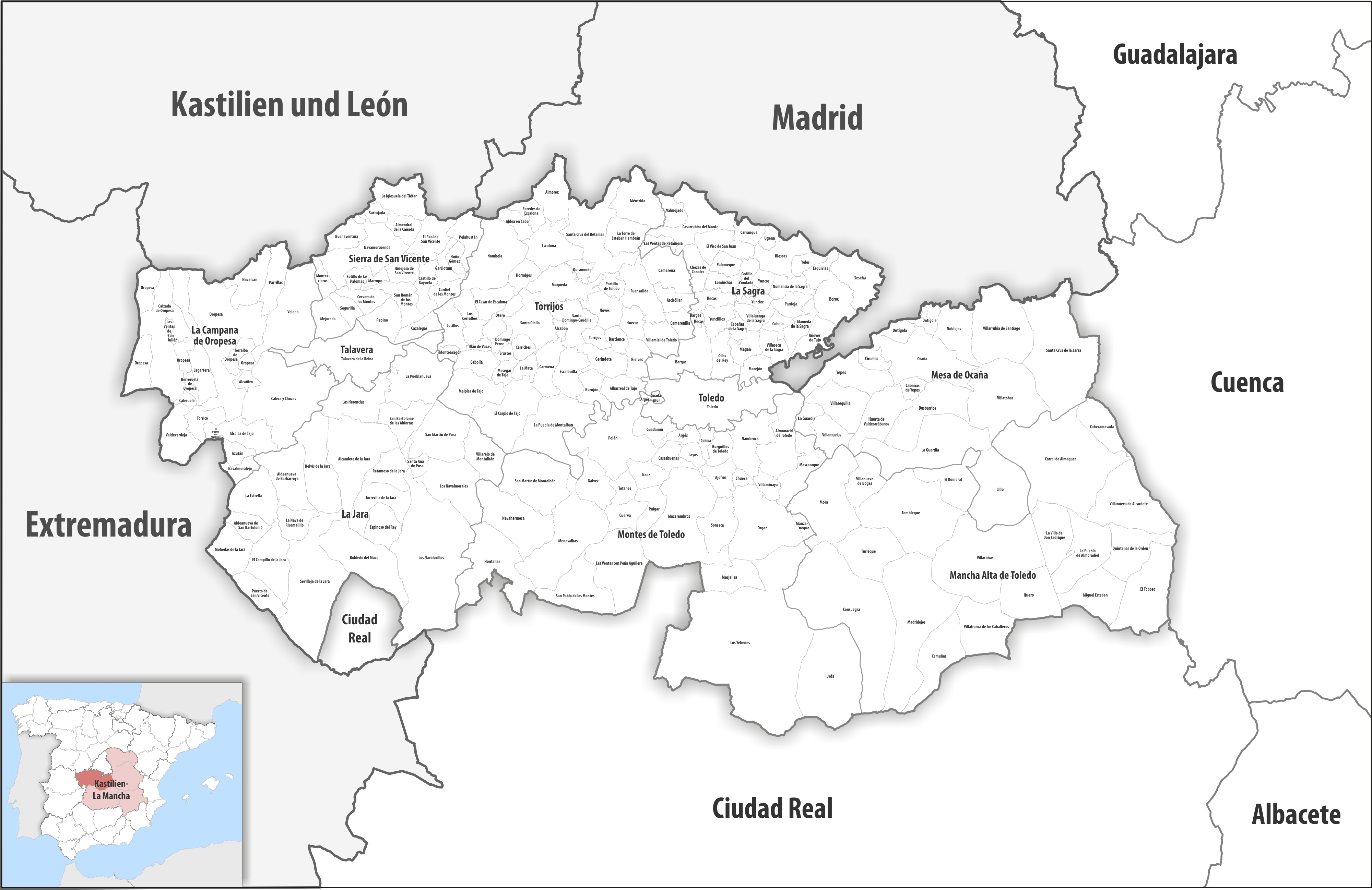
Gemeinden und Comarcas in der Provinz Toledo

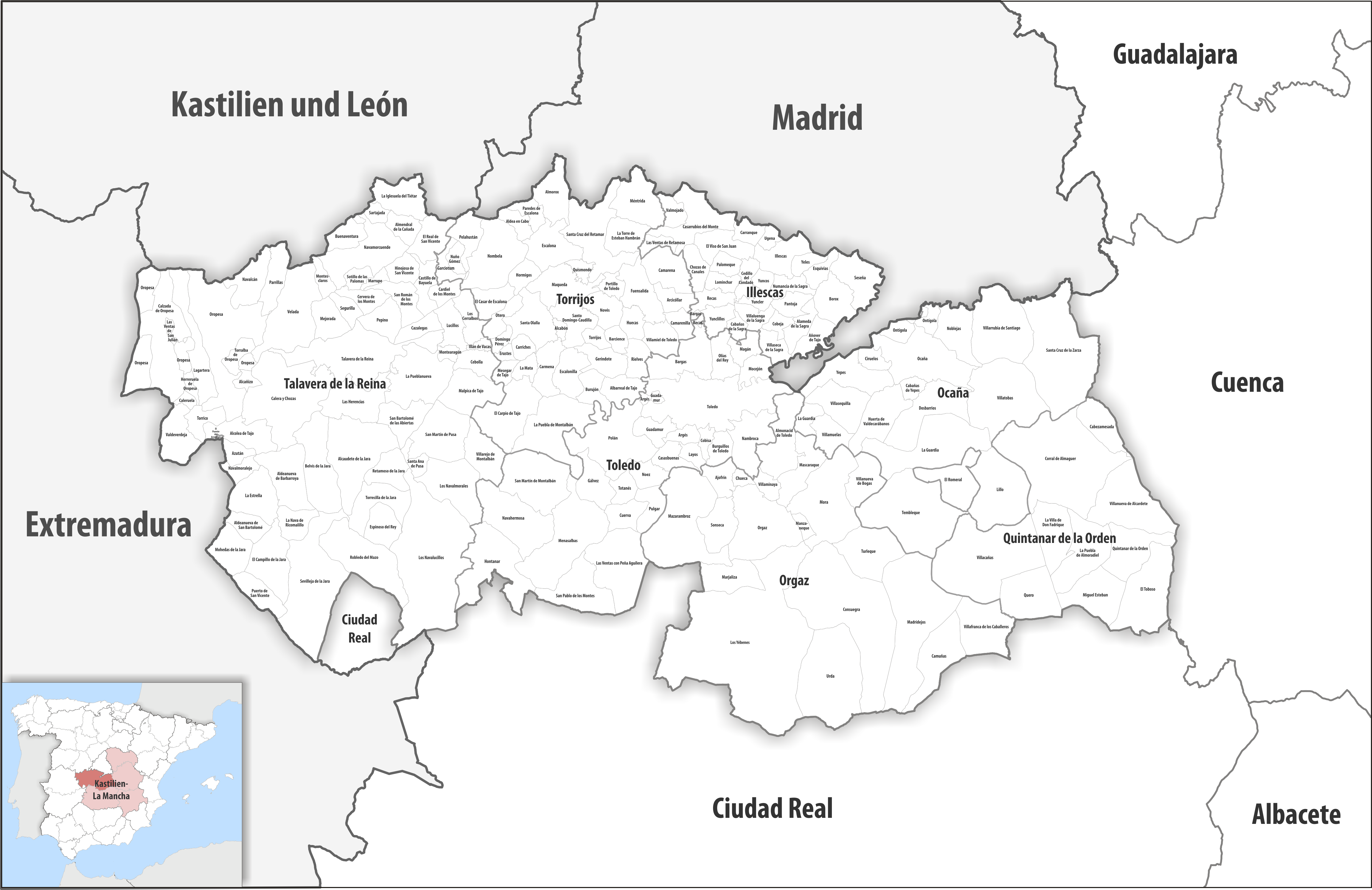
Gemeinden und Gerichtsbezirke in der Provinz Toledo

- Karte mit allen verlinkten Seiten:
- OSM |
- WikiMap